# زلیخا پاتل
زلیخا پاتل (Zulaikha Patel زاده ۲۰۰۲ -) دختری اهل آفریقای جنوبی است که در سن سیزده سالگی نماد مقاومت و مبارزه علیه قانون مدرسه متوسطه دخترانه پروتوریا در خصوص موهای دختران سیاه‌پوست شد. او و هم‌کلاسی‌هایش علیه قانونی که برابر آن می‌بایست موهایشان کوتاه می‌شد، تظاهرات کردند ولی این مسئله مرتبط با نژادپرستی قلمداد شد. او امروزه نقش الگویی برای دیگر دختران را ایفا می‌کند. او دربارهٔ این قضیه گفت: «این که از من بخواهند موهایم را کوتاه کنم، مثل این می‌ماند که از من بخواهند سیاهی پوستم را پاک کنم.»
مدرسهٔ دخترانهٔ پرتوریا در مقطع متوسطه در جمهوری آفریقای جنوبی قرار دارد. این مدرسه در سال ۱۹۰۲، در دورهٔ آپارتاید، ساخته شد ولی از سال ۱۹۹۰ درهای آن را به سوی نژادهای سیاه‌پوست نیز گشودند. طبق گفته‌هایCNN در این مدرسه رسماً قانون تبعیض‌آمیزی دربارهٔ سیاهان وجود نداشت ولی قوانینی در مورد نظم و انضباط عمومی مانند پوشیدن یونیفرم واحد و غیره وجود داشت. با این حال معلمان از دانش‌آموزان سیاه می‌خواستند که موهایشان را کوتاه کنند چون به نظرشان موی آنان «نامتعارف و عجیب» بود و نیاز بود که رام شود.